# Château de Villejuif
Le château de Villejuif dit château du comte de Saint-Roman, est un ancien château qui se trouvait dans la ville de Villejuif,.

## Historique

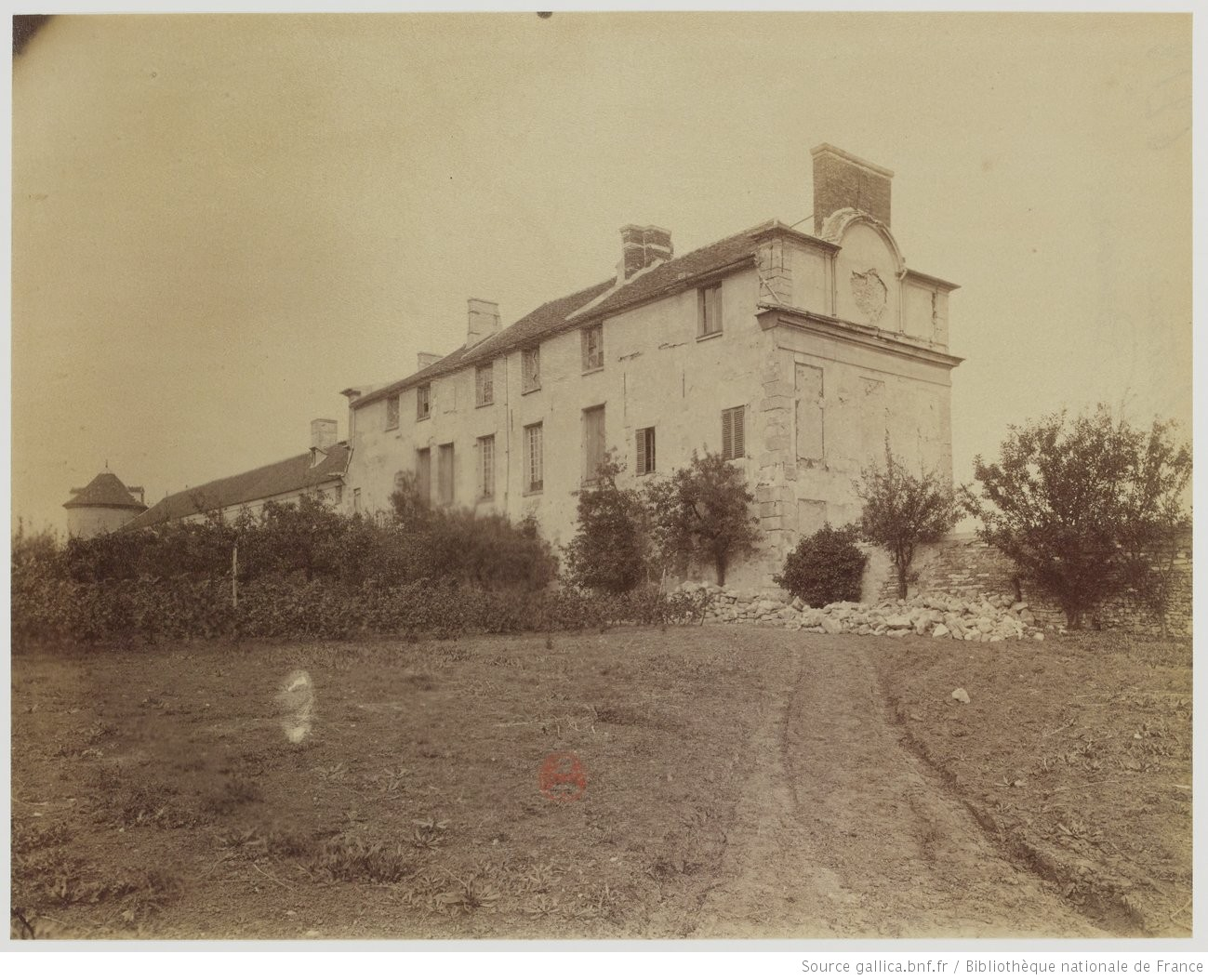
Villejuif, ancien château du Comte de Saint-Roman, Eugène Atget, 1901.

Après avoir acquis la seigneurie de Villejuif en 1672, Jean Duret, capitaine dans le régiment du prince de Conti, revend en 1674 l’ancienne maison seigneuriale au séminaire de Saint-Nicolas-du-Chardonnet, et se fait construire en 1680 un nouveau château. 
En 1732, le dernier héritier Duret revend la seigneurie à Jacques Molin, chirurgien du roi. Sa sœur Suzanne, épouse d'Antoine de Serre de Saint-Roman, en hérite, et la transmet à son fils Étienne de Serre de Saint-Roman, dont les héritiers seront les derniers seigneurs de Villejuif, mais son fils Jacques (1745-1794) toutefois en hérite.
À la Révolution, Jacques de Saint-Roman est guillotiné tandis que son fils Alexis-Jacques de Serre de Saint-Roman fuit en Angleterre.

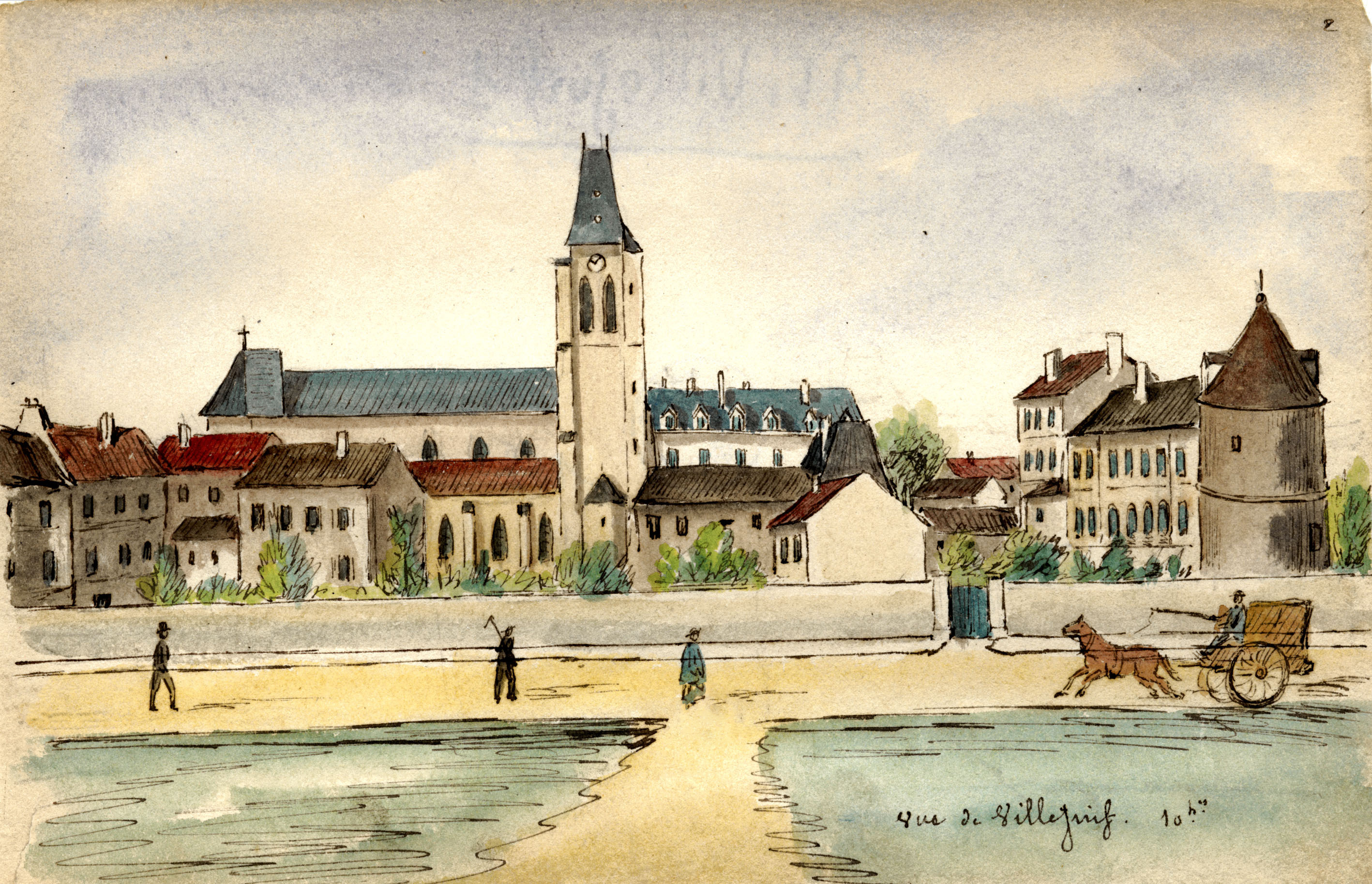
Villejuif vers 1880, aquarelle d'Albert Capaul. L'église se trouve sur la gauche, le séminaire - aujourd'hui l'hôtel de ville - au centre, et le pigeonner du château sur la droite.

Au début du XIXe siècle et jusqu'en 1845, les audiences du juge de paix de la commune se font dans une dépendance du château, le comte de Saint-Roman renonçant aux droits de location. 
En septembre 1900, est percée l'avenue de Saint-Roman (aujourd'hui rue Eugène-Varlin), reliant l'hôtel de ville et les écoles aux derniers vestiges du château.
Il est ensuite divisé en logements, puis détruit en 1989.

## Description

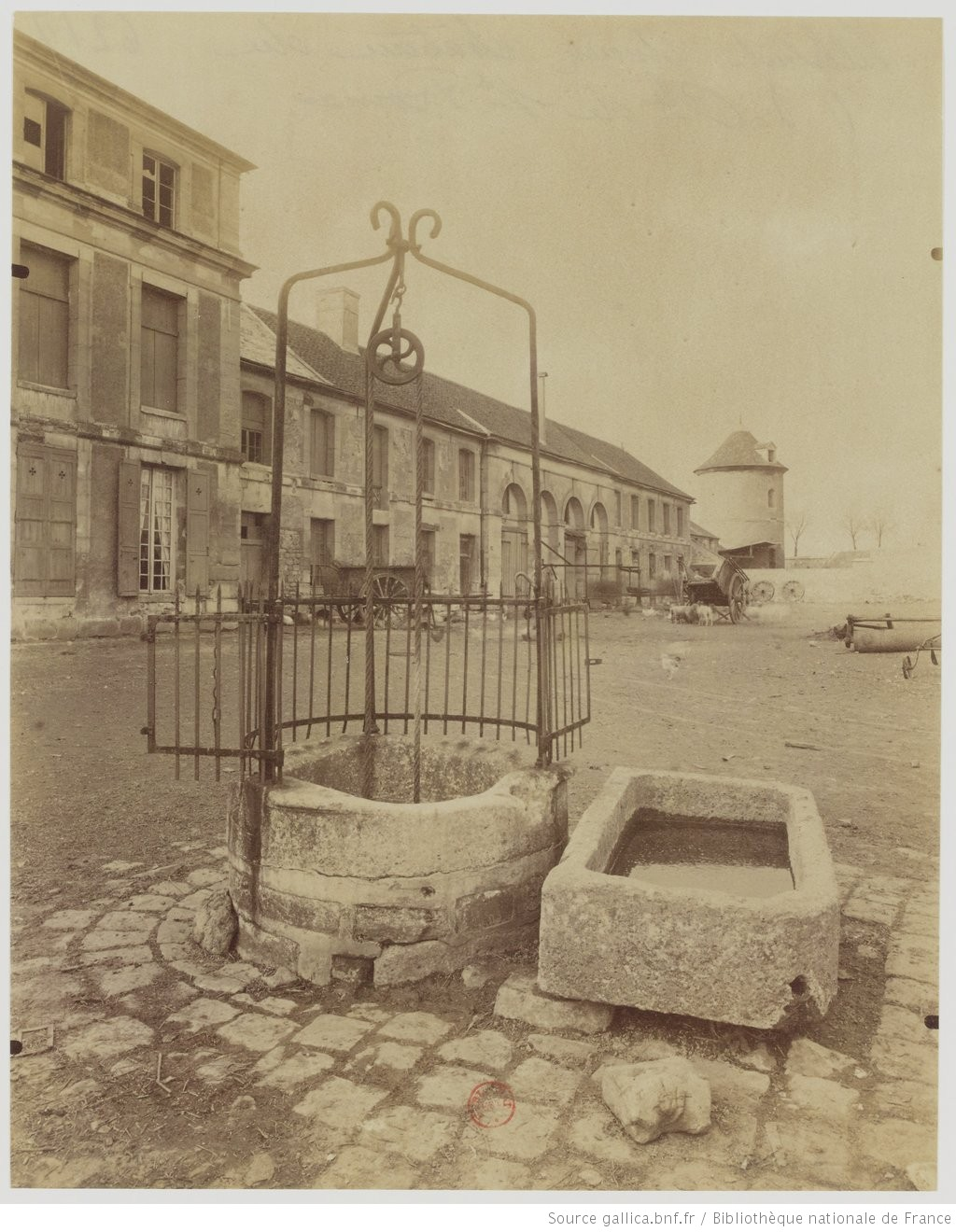
Le puits de la cour de la ferme et, au fond, le pigeonnier, en 1901.

D'après les clichés qu'en a pris Eugène Atget en 1901, plus qu'un château à usage militaire, il s'agissait davantage d'une ferme seigneuriale, construite en pierres des carrières d'Arcueil.
Son parc, vendu en 1910, s’étendait entre la rue Jean-Jaurès, l’avenue Paul-Vaillant-Couturier (anciennement avenue des Écoles) et la rue Georges-Lebigot (anciennement rue du Moutier). Au no 3 et 10 de la rue du Colonel-Marchand subsistent quelques vestiges de cet ensemble architectural. Il s'y trouvait aussi un cimetière familial.
L'hôpital Paul-Brousse a été construit sur le terrain de la ferme attenante au château.